# Yi In-hwa
Yi In-hwa (hangeul :이인화) est un auteur, critique, et professeur sud-coréen né en 1966. 

## Biographie
Yi In-hwa est né à Daegu en 1966. Lors de son enfance, il a été largement influencé par son père, professeur de langue et littérature coréennes à l'université nationale Kyungpook. Au cours de ses années de lycée, il s'est vu décerner le premier prix de divers concours d'écriture créative sur le plan national. Cependant, après l'entrée à l'université, il change légèrement de vocation pour devenir critique littéraire. Il fait ses débuts dans le milieu littéraire en 1988 avec un essai critique intitulé Étude sur Yang Gui-ja (Yang Gwi-ja ron) qui a été publié dans la revue Littérature et société (Munhakgwa sahoe). Il a également exercé la fonction de rédacteur pour plusieurs magazines littéraires. Il ne publie son premier roman qu'en 1992, roman intitulé Qui peut me dire qui je suis ? (Naega nugu-inji malhalsu inneun janeun nugu-inga), il se consacre alors entièrement à l'écriture de romans. Yi In-hwa est son nom de plume qui tire son origine d'un roman classique coréen écrit par Yom Sang-seop.

## Carrière
Il a commencé sa carrière comme professeur de littérature coréenne à l'université des femmes Ewha en 1995 avant d'obtenir un doctorat. Après 10 ans passé dans le département de littérature coréenne, il change de carrière en devenant professeur de médias numériques toujours dans la même université. Il raconte qu'il a commencé à développer un intérêt pour les contenus numériques quand il s'est pris de passion pour les jeux en ligne MMORPG. Cette passion l'a entraîné a écrire des scénarios pour ce genre de jeux vidéo. Il est d'ailleurs considéré comme un pionnier dans le domaine.

## Œuvre
Avec son roman Qui peut me dire qui je suis ? (Naega nugu-inji malhalsu inneun janeun nugu-inga, 1992), il cherche à dépeindre la folie des années 1980 en Corée du Sud, où toute une génération de jeunes se cherchait une nouvelle identité sous le régime militaire en place.
Il était un auteur à part, à cette époque, dans la mesure où il était partisan du régime de Park Chung-hee comme le montre son roman Le chemin de vie de l'homme (In-ganui gil, 1997-1998) qui a présenté Park comme un héros de la nation, une position qui a rapidement attiré l'attention de la presse. En tant que membre de la génération « 386 » en Corée (génération des gens nés dans les années 60 qui ont fait leurs études universitaires dans les années 80 et qui sont dans la trentaine dans les années 90, l'époque où on a commencé pour de bon à se servir d'ordinateur justement de version 386), on aurait pu s'attendre à ce que Park soit un auteur opposé au dictateur ou pro-démocratie, mais ce ne fut pas le cas. Le livre a ainsi suscité une énorme controverse parmi les intellectuels coréens, ce qui a donné à Yi In-hwa l'image d'un romancier ultra-conservateur. Récemment, son image a légèrement changé en raison de son opposition ardente à la loi de régulation des jeux en ligne voulue par le parti conservateur coréen Saenuri. 
L'empire éternel (Yeong-wonhan jeguk, 1993), sur le modèle du roman Le Nom de la rose d'Umberto Eco, emprunte des éléments du roman policier pour retracer le mystère entourant la mort du prince Sado et de son fils Jeongjo. Il s'agit là d'un roman divertissant mais qui a également provoqué de nombreuses controverses en raison de la sur-interprétation de l'histoire par l'auteur. Ces œuvres montrent généralement une forte propension à la prise de position politique. Certains ont estimé que Yi se sert de ses romans comme prétexte pour exprimer ses opinions politiques et promouvoir la prise de conscience de certaines problématiques socio-politiques et historiques.
En 2000, Yi a obtenu le Prix Yi Sang pour L'étoile du poète (Si-in-ui byeol).
Son dernier roman, Inferno 9 (Jiok seolgyedo, 2012), est à l'origine un scénario de jeu en ligne portant le même titre. Le livre parle entre autres choses du rêve et de l'introspection.